# Lac de Koumoundoúros
Le lac de Koumoundoúros, en grec moderne : Λίμνη Κουμουνδούρου, est un lac naturel de l'Attique, dans le district régional d’Athènes-Ouest, situé aux limites des dèmes de Chaïdári et d'Asprópyrgos, en Grèce.
Il s'agit essentiellement d'une lagune, car elle est située au niveau de la mer, tout près des rives de la baie d'Éleusis. Aujourd'hui, elle en est séparée par la route nationale Athènes-Corinthe. Son eau est saumâtre car l'eau de mer y pénètre.
Le lac a été formé artificiellement dans l'Antiquité, probablement durant la période classique, lorsque l'ouverture de l'ancienne route a bloqué le passage des eaux des sources adjacentes vers la mer. Dans l'Antiquité, un ensemble de deux lacs était appelé Rití (el) (Ρειτοί), en référence à l'ancienne source adjacente appelée Ritá, d'où provient l'eau du lac.
Selon les croyances des anciens habitants d'Éleusis, l'eau de ces lacs était considérée comme sacrée. Le lac du nord, asséché de nos jours, était dédié à la déesse Déméter, tandis que le lac du sud, correspondant à l'actuel lac de Koumoundoúros, était dédié à sa fille Perséphone. Seuls les prêtres d'Eleusis avaient le droit de pêcher dans le lac.
Le lac est situé à proximité de réservoirs de produits pétroliers provenant des industries et des raffineries voisines, tandis qu'un camp où sont stockés des combustibles liquides se trouve à une courte distance, de même que la décharge d'Áno Liosía. Il est désormais considéré comme un marais toxique.
Le nom actuel du lac pourrait provenir des propriétaires fonciers du lieu au XIXe siècle, ou bien du Premier ministre Aléxandros Koumoundoúros.